# Station Bangil
Bangil is een spoorwegstation in Pasuruan in de Indonesische provincie Oost-Java.

## Bestemmingen
- Mutiara Selatan:  naar Station Gambir en Station Malang
- Jayabaya: naar Station Surabaya Pasar Turi en Station Pasar Senen
- Ranggajati: naar Station Cirebon en Station Jember
- Wijayakusuma: naar Station Cilacap en Station Ketapang Banyuwangi
- Logawa:  naar Station Purwokerto en Station Jember
- Mutiara Timur:  naar Station Surabaya Gubeng en Station Ketapang Banyuwangi
- Penataran:  naar Station Surabaya Gubeng en Station Blitar
- Sri Tanjung:  naar Station Yogya Lempuyangan en Station Ketapang Banyuwangi
- Songgoriti: naar Station Malang en Station Surabaya Gubeng
- Tawang Alun:  naar Station Malang en Station Banyuwangi Baru
- Probowangi: naar Station Surabaya Gubeng en Station Ketapang Banyuwangi
- Komuter Surabaya–Bangil, naar Station Surabaya Kota en Station Bangil
- Penataran+Tumapel, naar Station Surabaya Gubeng en Station Malang